# Delta Sagittarii
Delta Sagittarii (Kaus Media (Kaus Medius, Kaus Meridionalis), 19 Sagittarii) é uma estrela na direção da constelação de Sagittarius. Possui uma ascensão reta de 18h 20m 59.62s e uma declinação de −29° 49′ 40.9″. Sua magnitude aparente é igual a 2.72. Considerando sua distância de 306 anos-luz em relação à Terra, sua magnitude absoluta é igual a −2.14. Pertence à classe espectral K3III.